# Павелски, Джо
Джо Павелски (англ. Joe Pavelski; род. 11 июля 1984, Пловер, Висконсин) — американский хоккеист, центральный нападающий. Отыграл в НХЛ 18 сезонов за команды «Сан-Хосе Шаркс» (2006—2019) и «Даллас Старз» (2019—2024). В обоих клубах добирался до финала Кубка Стэнли (2016, 2020), где оба раза проиграл. За всю карьеру в лиге набрал 1068 (476+592) очков.

## Биография

### «Сан-Хосе Шаркс» (2006—2019)

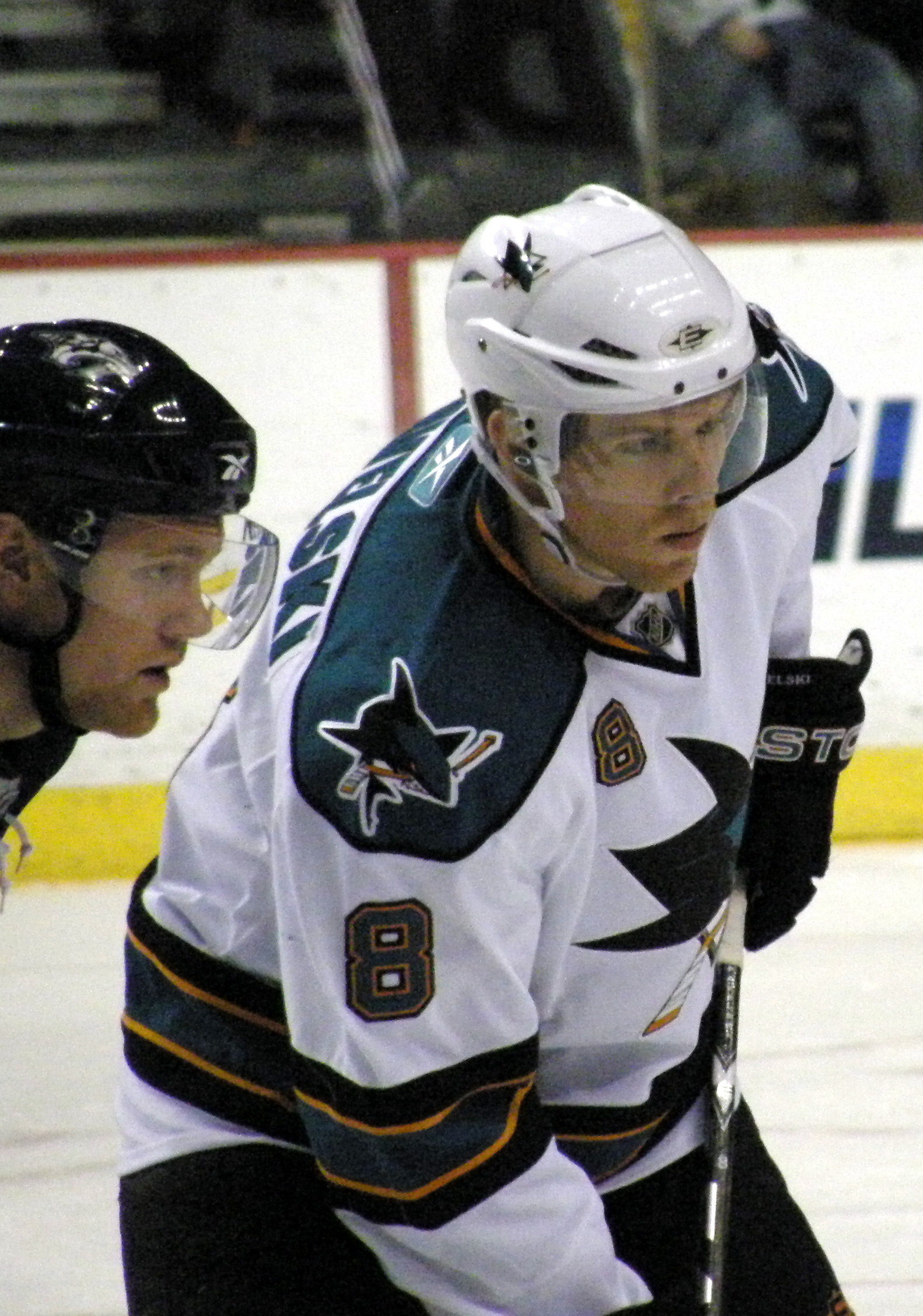
2010 год

Его первым сезоном в НХЛ стал сезон 2006/07, по ходу которого, в 12 матчах подряд он заработал 17 очков. В следующем сезоне он стал игроком «Шаркс» на постоянной основе, став в команде одним из лидеров по набранным очкам. В последующие сезоны он стал одним из ключевых игроков «Шаркс», набирая более 50 очков за сезон и помогая «Шаркс» успешно играть в плей-офф Кубка Стэнли, в которых он регулярно забрасывал шайбы.
30 июля 2013 года подписал с «Шаркс» новый пятилетний контракт. В последующие годы он стал одним из лучших бомбардиров своей команды, зарабатывая за сезон 70 и более очков, а также дошёл с «Шаркс» до Финала Кубка Стэнли в 2016 году, где его команда проиграла «Питтсбург Пингвинз» в серии со счётом 4-2.
1 декабря 2017 года в матче с «Флоридой Пантерз» забросил 300-ю шайбу в НХЛ, став вторым игроком в истории клуба после Патрика Марло.

### «Даллас Старз» (2019—2024)
1 июля в статусе неограниченно свободного агента подписал контракт с «Даллас Старз». Соглашение было рассчитано на $7 млн в год в течение последующих трёх лет. Первый сезон в Далласе выдался скомканным, но роль Павелски оказалась весьма значимой — вместе с ним в тройке играл молодой финский нападающий Роопе Хинтц, который продемонстрировал прогресс. «Даллас» провалил начало сезона и концовку регулярного сезона, однако при этом смог попасть в Кубок Стэнли. Там Павелски стал первым игроком в истории «Далласа», сделавшим хет-трик в плей-офф. В предыдущий раз игрок «Старз» забрасывал три шайбы в одной игре, ещё когда команда базировалась в Миннесоте. «Даллас» смог дойти до финала Кубка Стэнли, где уступил «Тампе», а Павелски стал самым результативным форвардом команды. 26 сентября Павелски забил 61-й гол в карьере, став лучшим снайпером в истории Кубка Стэнли, рождённым на территории США. Прежний рекорд — 60 заброшенных шайб — принадлежал Джо Маллену с 1994 года.
На следующий год вместе с Павелски и Хинтцем стал играть молодой нападающий Джейсон Робертсон, который по итогам сезона претендовал на приз Лучшему новичку, уступив лишь Кириллу Капризову. Павелски, Хинтц и Робертсон быстро стали самой результативной тройкой «Далласа», по итогам сезона они забросили больше всего шайб и набрали больше всего очков в команде. «Даллас» не смог попасть в плей-офф, уступив «Нэшвиллу» лишь 4 очка, но Павелски стал лучшим снайпером и лучшим бомбардиром команды. По ходу сезона ему также доверили нашивку ассистента капитана команды.
Свой третий сезон в «Далласе» Павелски провёл ещё лучше. Вместе с Робертсоном и Хинтцем они утвердились как первая тройка команды, на их счету было 44 % от всех заброшенных «Далласом» шайб. По ходу сезона Павелски забросил 400 шайбу в НХЛ, став 10-м уроженцем США, кому покорился это достижение. 11 марта Павелски подписал новый однолетний контракт со «Старз» на сумму $5,5 млн. Павелски стал лучшим бомбардиром и лучшим ассистентом «Далласа», он также помог Робертсону забросить 41 шайбу за сезон. В плей-офф Павелски также проявил себя лидером команды, он забросил в ворота «Калгари» две победные шайбы во втором и третьем матче серии, что помогло «Далласу» повести в серии со счётом 2:1. Всего Павелски забросил 3 шайбы, добавив к ним 3 результативных передачи в 7 матчах, став лучшим бомбардиром команды. Несмотря на это «Даллас» уступил «Калгари Флэймз» со счётом 3:4.
В январе 2023 года Павелски ещё раз продлил контракт с «Далласом» на один год с понижением базовой зарплаты. 10 апреля 2023 года 38-летний Павелски набрал своё 1000-е очко (448+552) в регулярных сезонах НХЛ. Для этого ему потребовалось сыграть 1248 матчей. Только 6 игроков в истории НХЛ затратили больше матчей для набора 1000 очков (рекорд составляет 1349 игр). В этот же день своё 1000-е очко набрал Клод Жиру.
13 апреля 2023 года сыграл свой 1250-й матч в НХЛ. Павелски стал 100-м хоккеистом в истории лиги, достигшим этой отметки. 2 мая 2023 года в первом матче второго раунда розыгрыша Кубка Стэнли против «Сиэтл Кракен» оформил покер, забросив 4 шайбы за матч, став в возрасте 38 лет и 295 дней самым возрастным автором покера в истории НХЛ.
В сезоне 2023/24 12-й раз в карьере забросил не менее 25 шайб. По ходу сезона провёл свой 1300-й матч в НХЛ.
16 июля 2024 года в возрасте 40 лет Павелски объявил о завершении игровой карьеры.

## Достижения
- Серебряный призёр зимних Олимпийских игр (2010)

## Статистика
| Легенда | Легенда                    | Легенда | Легенда                   | Легенда | Легенда    |
| ------- | -------------------------- | ------- | ------------------------- | ------- | ---------- |
| И       | Количество проведённых игр | Штр     | Штрафное время            | +/−     | Плюс-минус |
| Г       | Голы                       | П       | Голевые передачи          | О       | Очки       |
| -       | Статистика неизвестна      | —       | Статистика не учитывалась |         |            |